# Équinoxe
Équinoxe (с фр. — «равноденствие») — второй студийный альбом Жана-Мишеля Жарра, вышедший в 1978 году.

## Об альбоме
Équinoxe записан на частной студии Жан-Мишеля Жарра, на оборудовании MCI Studio и на Gang Studio в Париже в 1978 году.
Концепция диска такова, что его композиции посвящены определённому времени суток, с утра до ночи. Équinoxe записан без пауз между частями, композиции плавно переходят одна в другую (исключение — переход из 4-й в 5-ю часть — ограничение формата грампластинки).
Альбом отличался от своего предшественника отходом от эмбиента, большей ритмичностью, большим уклоном в популярную музыку.
Обложка пластинки представляет собой стереокартинку, которую используют для снятия напряжения. Эту стереокартинку маэстро очень часто использовал на своих «живых» выступлениях, и до поры до времени она представляла собой статичное изображение. Лишь в начале 2010-х годов на его концертах картинка «ожила».
Внутри буклета диска была выражена благодарность Мишелю Жессу за помощь в развитии электронных инструментов. С этого альбома началось сотрудничество с Мишелем Жессом — звукорежиссёром, дизайнером по электронике и музыкантом.
Композиция «Équinoxe 5» была записана ещё в 1975 году в качестве заставки к одной из телепрограмм, она также использовалась в 11-м выпуске «Ритмической гимнастики» (ТВ СССР, 1990 год).
Композиция «Équinoxe 1» использовалась в заставке Первой программы в марте-декабре 1991 года (после августовского путча стала основной).
С альбома вышли два сингла — сначала «Équinoxe Part 5», а затем «Équinoxe Part 4».
Композиция «Équinoxe 8» на концертах стала именоваться как «Band in the Rain», несмотря на то, что фактически она состоит из двух разделов, второй из которых — реприза «Équinoxe 5».

## Список композиций
1. «Équinoxe Part 1» — 2:25
2. «Équinoxe Part 2» — 5:00
3. «Équinoxe Part 3» — 5:09
4. «Équinoxe Part 4» — 6:54
5. «Équinoxe Part 5» — 3:47
6. «Équinoxe Part 6» — 3:28
7. «Équinoxe Part 7» — 7:06
8. «Équinoxe Part 8» — 4:57

## Участники записи
- Звукорежиссёр: Жан-Мишель Жанио, ассистент: Патрик Фулон;
- Исполнители: Жан-Мишель Жарр, Мишель Жесс.
- Оригинальная обложка: Мишель Гранже.

## Инструменты
- ARP 2600;
- ARP Sequencer;
- EMS VCS 3;
- EMS Synthi AKS;
- EMS Vocoder;
- Yamaha CS60;
- Oberheim TVS-1A;
- Oberheim Digital sequencer;
- RMI Harmonic syntesizer;
- RMI Keyboard computer;
- ELKA 707;
- Korg Polyphonic ensemble 2000;
- Eminent unique 310;
- Mellotron;
- Rhytmicomputer.